# Mariusz Pilawski
Mariusz Pilawski (ur. 30 kwietnia 1957 w Szczecinie) – polski aktor teatralny i filmowy, reżyser teatralny, poeta i felietonista.

## Życiorys
Absolwent wydziału aktorskiego PWST w Warszawie z roku 1982 (dyplom magisterski obronił w 1983). W roku 2008 zdał egzamin i uzyskał eksternistycznie dyplom reżysera dramatu przed Komisją Weryfikacyjną Związku Artystów Scen Polskich pod przewodnictwem prof. Jana Kulczyńskiego. Debiutował jako aktor w 1982 roku na deskach Teatru im. S. Jaracza w Olsztynie w sztuce Na dnie M. Gorkiego w reż. Krzysztofa Rościszewskiego. Ma na swoim koncie około czterdziestu ról teatralnych i ponad pięćdziesiąt ról drugoplanowych i epizodycznych w filmach. Debiut reżyserski w roku 1991 na Małej Scenie Teatru Nowego im. Kazimierza Dejmka według własnego pomysłu pt. Mąż od biedy albo 100 lat temu w teatrze. Od tego czasu do czerwca 2016 roku wyreżyserował 25 sztuk teatralnych głównie w Łodzi, a także w Płocku na scenie Teatru im. J. Szaniawskiego. W roku 2011 ze swoim spektaklem Romans z Czechowem, którego premiera miała miejsce w Płocku wziął udział w Międzynarodowym Festiwalu Czechowowskim w Mielichowie koło Moskwy w Rosji. Współpracował z młodzieżą jako animator amatorskiego ruchu teatralnego. Był reżyserem dubbingu. Jest byłym aktorem Teatru Nowego w Łodzi. Od 2008 roku jest dyrektorem Teatru Małego na terenie Manufaktury (II piętro budynku „wykończalni” pod adresem Drewnowska 58b w Łodzi), który to teatr zbudował od podstaw w ramach powołanego w 2007 roku Stowarzyszenia Komedia Łódzka im. Ludwika Benoit.

## Odznaczenia i nagrody
- Brązowy Medal „Zasłużony Kulturze Gloria Artis” – 2019[1]

## Teatry
- Teatr im. S. Jaracza w Olsztynie (1982–1984)
- Teatr im. W. Horzycy w Toruniu (1984–1985)
- Teatr Nowy w Łodzi (1985–1992)
- Teatr Rozmaitości w Warszawie (1996–1997)
- Teatr Publicystyki i Faktu w Łodzi (1997–2008)
- Teatr Polski w Bydgoszczy (2001–2003)
- Teatr Nowy w Łodzi (2003–2008)
- Teatr im. Ludwika Solskiego w Tarnowie (2006–2008)
- Teatr Mały w Manufakturze (od 2008)

## Wybrane role teatralne
- Ślub W. Gombrowicza – Pijak
- Hamlet W. Szekspira – Król Klaudiusz
- Zmierzch(inne języki) I. Babla – Lowka
- Emigranci S. Mrożka – XX
- Człowiek jak człowiek B. Brechta – Galy Gay
- Ścisły nadzór J. Genet'a – Lefranc
- Balladyna J. Słowackiego – Grabiec (nagroda na Festiwalu Teatrów Polski Północnej w Toruniu 1985)

## Reżyserie teatralne
- Umarli ze Spoon River (Teatr Nowy w Łodzi), 1991; debiut teatralny
- Mąż od biedy albo 100 lat temu w teatrze (Teatr Nowy w Łodzi), 1992
- Romans z Czechowem (Oświadczyny, Niedźwiedź, Łabędzi śpiew) (Teatr Nowy w Łodzi), 2006
- Fantazy (Jest snu na lat tysiąc) (Teatr Nowy w Łodzi), 2007; XII Gliwickie Spotkania Teatralne – Inspiracje – Kamienny Teatr
- Morderstwo w hotelu (Teatr Mały w Manufakturze), 2009; spektakl inauguracyjny
- Trzy razy łóżko – Jan Jakub Należyty (Teatr Mały w Manufakturze), 2009
- Romans z Czechowem (Teatr im. Szaniawskiego w Płocku), 2010; spektakl brał udział w Międzynarodowym Festiwalu Twórczości Antoniego Czechowa w Mielichowie pod Moskwą – rok 2012
- Kukła – Jerzy Gruza Łódzki Dom Kultury, 2010
- Wydmuszka – Marcin Szczygielski (Teatr Mały w Manufakturze), 2011
- Dał Ci Bóg koniec wojny w prezencie – Bułat Okudżawa (Teatr Mały w Manufakturze), 2011
- Umarli ze Spoon River – Edgar Lee Masters (Teatr Mały w Manufakturze), 2011
- Romans z Czechowem (Teatr Mały w Manufakturze), 2012
- Zemsta – Aleksander Fredro (Teatr Mały w Manufakturze), 2013
- Miłość i polityka – Pierre Souville, 2013
- Balladyna – Juliusz Słowacki (Teatr Mały w Manufakturze), 2014; laureat nagrody kulturalnej „Armatka Kultury” Łódzkiego Domu Kultury – 2014
- To nie była piąta, to była dziewiąta – Aldo Nikolaj (Teatr Mały w Manufakturze), 2015
- Rodzinny interes – Katarzyna Wojtaszak (Teatr Mały w Manufakturze), 2015
- Skąpiec – Molier (Teatr Mały w Manufakturze), 2016
- Umrzeć ze śmiechu – Paul Elliot (Teatr Mały w Manufakturze), 2017
- Pan Tadeusz – Adam Mickiewicz (Teatr Mały w Manufakturze), 2017; spektakl nominowany do nagrody kulturalnej „Armatka Kultury” – 2017
- Doktorze, Pan tak nie może – Joy Goodwill (Raddosław Dobrowolski) (Teatr Mały w Manufakturze), 2018

## Filmografia
- 07 zgłoś się (1981) odc. Grobowiec rodziny Von Raush – milicjant w krypcie na cmentarzu
- Pan na Żuławach odc. 7 (1984), reż. S. Szyszko – agitator z Gdańska
- Sam pośród swoich (1985), reż. W. Wójcik – chłop
- Pogranicze w ogniu odc. 8 (1988), reż. A. Konic – oficer w szkole Abwehry
- Kanalia (1990), reż. T. Wiszniewski – pijący piwo w Niemczech
- Kroll (1991), reż. W. Pasikowski
- Panny i wdowy (1991), (odc. 4)
- Psy (1992), reż. W. Pasikowski – wychowawca w domu dziecka
- Psy II: Ostatnia krew (1994), reż. W. Pasikowski – kelner
- Spółka rodzinna odc. 6 (1994), reż. G. Okrasa – inżynier Brzęczykiewicz, szef ekipy remontowej
- Zespół adwokacki odc. 9 (1994), reż. A. Kotkowski – Rysiek Chmielnik „Jojo”, syn pani Stasi
- Klan (1997–2008) – Marian Kwach, znajomy Jerzego
- Miodowe lata odc. 8; 9; 12; (1998), reż. M. Wojtyszko – Stasio Tatoń
- Kiler-ów 2-óch (1999), reż. J. Machulski – strażnik więzienny
- Tygrysy Europy (1999) – mężczyzna, którego „nie było” w klubie pani Steni
- Na dobre i na złe (2000–2008) – młodszy aspirant Majchrzak
- Adam i Ewa (2000–2001) – Józef Olczyk, sołtys Rozdrażewa
- Bajland (2000), reż. H. Dederko – Jan Poprawa, kandydat na prezydenta
- M jak miłość odc. 6 (2000) – Mirosław Trzeciak
- Samo życie (2002–2008) – listonosz
- Męska sprawa (2002), reż. S. Fabicki – dyrektor szkoły / film nagrodzony na wielu festiwalach filmowych – nominowany do Oskara w Los Angeles
- Na Wspólnej (2003–2008) – Marian Ćwik
- Sprawa na dziś (2003–2005), reż. M. Haremski – Marek Kosarowski, nauczyciel chemii w gimnazjum
- Glina (2004), reż. W. Pasikowski – fotograf, wuj Moniki Garstki
- Dziki (2004), reż. G. Warchoł – generał Śliwa
- Kryminalni odc. 10 (2004) – lekarz więzienny
- Będziesz moja (2006), reż. E. Pytka i G. Braun – Mirek
- Cudowne lato (2010) – fotograf
- Komisarz Alex odc. 13 (2011) – Rynkiewicz
- Miłość (2013) reż. S. Fabicki
- Ojciec Mateusz odc. 199 (2016) – Piotr Równy
- Komisarz Alex odc.157  (2019) właściciel kasyna Cwany